# Rauminstallation
In einer Rauminstallation wird der Raum zum vollständigen Bestandteil der Kunst, das eine ist vom anderen nicht zu trennen, es ist eine Einheit, die ganzheitlich vom Künstler gestaltet und solcherart vom Betrachter erlebt werden soll. Sie stellt eine Erweiterung der Bildhauerei dar.
Zur Entstehung dieser mittlerweile eigenständigen Kunstform haben, neben Marcel Duchamp und den Dadaisten und Surrealisten, in den 1960er-Jahren die Ansätze zweier amerikanischer Künstler entscheidend beigetragen: Donald Judd, der die Eigenständigkeit des Kunstwerks in Frage stellte und Robert Morris’ theatralischer Zugang zur Kunst.
Beide sind wichtige Vertreter der Minimal Art.
Donald Judd (1928–1994) begann als Maler, wollte aber nicht, dass seine Bilder an der Wand hängen, er experimentierte mit freistehenden Objekten, doch ihn beschäftigte nicht – wie bisher üblich – allein deren äußere Form. Er suchte nach etwas, das weder Malerei noch Skulptur war, sondern beides vereint. Mit den „Spezifischen Objekten“ gelang ihm durch Einschnitte und Streifen, Raum in das Bild zu bringen, durch Multiplikation kam die dritte Dimension ins Spiel. Judd schuf Floor-Boxes, die ohne Podest in den Raum gestellt und direkt auf ihre Umgebung Bezug nahmen. Immer mehr übernahm der Künstler nun selbst die Gestaltung der Räume.
Auch Robert Morris (1931–2018) suchte nach grundlegenden Ausdrucksformen, die ein Verhältnis zu ihrer Umgebung eingehen und die Wahrnehmung sensibilisieren sollten. Er wollte Kunstwerke, die die Bewegung des Betrachters im Raum und die räumliche Wirkung von Objekten kombiniert.
Ebenso wichtig für die Entwicklung der Rauminstallation waren Performances, die die Rolle des Betrachters in der Kunst veränderten, sowie eine neue Sichtweise des Raumes als gesellschaftspolitischer Gestaltungsraum, der nicht von den Menschen getrennt werden kann (Soziale Skulptur, Situationismus).
In der zeitgenössischen Rauminstallation leben die Grundideen der Minimal Art, die Verschmelzung von Kunst und Alltag, Manipulation des Betrachters und Reduktion der Formen, neu interpretiert und in andere Zusammenhänge gesetzt, weiter.